# Korycianka
Korycianka – część wsi Makoszyn w Polsce, położona w województwie świętokrzyskim, w powiecie kieleckim, w gminie Bieliny.
W latach 1975–1998 Korycianka administracyjnie należała do województwa kieleckiego.